# Celleporina irregulatum
Celleporina irregulatum är en mossdjursart som först beskrevs av Okada 1923.  Celleporina irregulatum ingår i släktet Celleporina och familjen Celleporidae. Inga underarter finns listade i Catalogue of Life.